# Gloeophyllum striatum
Gloeophyllum striatum es una especie de hongo de la familia Gloeophyllaceae. El nombre del género viene del griego gloiós = resina, gluten, goma, de aquí el prefijo gleo o gloeo, que significa resinoso, glutinoso, pegajoso, y phyllon = hoja, lámina.

## Clasificación y descripción de la especie
Basidioma anual, sésil, flabeliforme, de consistencia correosa a corchosa, de color marrón-naranja a marrón-oxidado, blanquecino hacia el borde, con algunas zonas ligeramente tometosas, radialmente zonado, de 2-4 cm de longitud X 1-3 cm de ancho, margen entero. Himenóforo laminar, laminas algunas veces bifurcadas, separadas, morenas a ferruginosas. Contexto concoloro con el píleo, de 2-5 mm de grosor, correoso-corchoso.

## Distribución de la especie
En México esta especie se distribuye en Chiapas, Campeche, estado de México, Guerrero, Jalisco, Nuevo León, Oaxaca, Querétaro, Quintana Roo, Sonora, Tamaulipas, Veracruz, Yucatán, Hidalgo, y Sonora.

## Ambiente terrestre
Crece en madera muerta y ocasiona pudrición café. Crece formando grupos (habito gregario).

## Estado de conservación
Se conoce muy poco de la biología y hábitos de los hongos, por eso la mayoría de ellos no se han evaluado para conocer su estatus de riesgo (Norma Oficial Mexicana 059).